# Let Go For Tonight (canción de Foxes)
«Let Go For Tonight» —en español: «Vamos por esta noche» es el segundo sencillo de la cantante y compositora inglesa Foxes, extraído de su álbum debut, Glorious. La canción fue lanzada como descarga digital en Reino Unido el 23 de febrero de 2014. Llegó al puesto número 7 en la UK Singles Chart. 

## Antecedentes
Let Go For Tonight fue interpretada en escenarios antes de que fuera revelada como sencillo. Se publicó primero en su EP debut "Warrior" en 2012, por lo tanto, la canción en sí era una  demo. Hasta que en 2013, fue incluido en el sampler de Glorious, el que será su primer disco de estudio. No obstante, la versión seguía siendo una demo, por lo que se remasterizó para estar lista en su disco debut.

## Vídeo musical
El vídeo oficial de Let Go For Tonight fue subido el 5 de enero de 2014 por Youtube, mediante su cuenta oficial de VEVO. El vídeo dura alrededor de 3 minutos y 53 segundos. A día de hoy, el videoclip ha sido reproducido más de 18 millones de veces, siendo uno de los vídeos más vistos de la cantante inglesa, tras otros éxitos superiores como  Clarity, junto al disc jokey Zedd.

## Lista de canciones

### Descarga digital - single
1. Let Go For Tonight

## Descarga digital - EP
1. "Let Go for Tonight" (Kat Krazy Remix)
2. "Let Go for Tonight" (High Contrast Remix)
3. "Let Go for Tonight" (Fred Falke Remix)

## Posicionamiento en listas
| País        | Lista (2013)                | Mejor posición | Ref.  |
| ----------- | --------------------------- | -------------- | ----- |
| Bélgica     | Ultratip Flanders           | 25             | [ 1 ] |
| Escocia     | The Official Charts Company | 7              | [ 2 ] |
| Irlanda     | Irish Singles Chart         | 6              | [ 3 ] |
| Reino Unido | UK Singles Chart            | 7              | [ 4 ] |